# Vesoljni potop in Kurent
Kurent ali Vesoljni potop in Kurent je slovenska ljudska pravljica.

## Obnova
Pravljica o Kurentu in Vesoljnem potopu, kot kazni za človeško pokvarjenost ima veliko različic.

### Prva različica
Na začetku sveta je bila zemlja pusta, povsod je bilo samo kamenje. Bogu je bilo žal, zato je poslal na zemljo svojega petelina, da bi jo oplodil. Nebeški petelin se je spustil na pečine zemlje in znesel jajce, ki je imelo čudežne moči. Iz jajca je priteklo sedem rek, ki so napolnile pokrajino z vodo. 

Narava je začela zeleneti, vse je rastlo brez človekovega truda in prizadevanja. Ljudje so živeli v raju in delali le za razvedrilo.  Visoke gore so jih varovale pred burjo in nasiljem. Na ljudi pa je pazil tudi petelin, vsak dan jim je kikirikal in jih tako opominjal kdaj morajo jesti, delati, spati...

Ljudje so bili srečni, vendar so se kmalu naveličali njegovega neprestanega opominjanja. Boga so prosili, naj jih reši petelina, ta pa je uslišal njihovo željo in ga nagnal iz nebes. Preden je petelin odšel, jih je posvaril, naj se pazijo jezera. 

Tako ni več nihče omejeval njihove svobode. Kmalu so pa se ljudje niso več ravnali po navodilh, ni jim bilo mar za red. Začele so se pojavljati bolezni in druge nejevolje. 
Nebeškega petelina so hoteli nazaj, vendar je bilo za to že prepozno, saj je za vedno izginil. 
Spomnili so se na njegovo svarilo, vendar niso nazumeli, kaj jim je hotel s tem povedati. Okoli jezera so postavili stražo.

Ljudje so postajali vse bolj leni, cele dneve so samo poležavali in uničevali naravo. Nekdo pa je na vsak način hotel vedeti, zakaj ni vode več ali pa manj. Odgovorili so mu, da je tako zaradi petelina.
Med tremi lenuhi so je vnel prepir, saj je eden trdil, da je vode preveč, drugi, da je je premalo. Tretji pa je mislil, da imata oba prav in da bi morali razbiti jajce nebeškega petelina, ter napeljati toliko vode do vsakega, kolikor je potrebuje.

Vsi so se strinjali s tretjim mislecem. Odpravili so se na goro in s kamnom razbili jajce. Iz jajca pa je priteklo toliko vode, da so se skoraj vsi utopili. 

Pred potopom se je rešil le stražar, ki je bil Kranjec po rodu. Na zadnjem nepoplavljenem vrhu se je oklenil vinske trte. Vinska trta je bila rastlina, ki jo je varoval Kurent. Usmilil se je Kranjca in povečal trto Po njej je stražar splezal med oblake in tam čakal na konec potopa. Po devetih letih je voda odtekla in zemlja se je posušila. Za zahvalo je Kurent od Kranjca zahteval, da morajo on in njegovi potomci za vedno častiti vinsko trto ter piti njeno vino.

### Druga različica
Dokler so stari Slovenci še malikovali, so mislili, da je v začetku sveta presrečna doba; da je kruh na drevju rastel in da je bilo pšenično klasje pol sežnja dolgo. Srečni ljudje so bili sprva dobri, kmalu pa so se pokvarili in postali hudobni.

Duhovi so zato sklenili, da bodo pokončali svet. Pričelo je strašno deževati in zemljo je zalila voda. Skoraj vsi ljudje so potonili, le štirim se je uspelo rešiti. O treh povest molči, pove nam le, kako se je uspelo četrtem rešiti.
Na visokem hribu se je vinska trta s svojim vršičem dotikala neba. Te se je četrti oprijel in začel plezati po njej.
 
To je videl Kurent, ki je pri starih Slovanih zelo spoštovan bog. Razveselil se je tega, da človek išče pomoč na trti, ki je bila posvečena njemu in se ga usmilil. Voda je začela odtekati in zemlja se je posušila.

Rešeni je moral Kurentu, svojemu rešitelju, obljubiti, da bo zmeraj spoštoval njemu posvečeni zelišči in užival njune sadove. Ti dve zelišči sta bili ajda in vinska trta.
Rešeni človek je vzel trtino sadiko in ajdino bilko, ter se odpravil po svetu iskat domovino. Ustavil se je na bregovih Jadransko morje in posadil ajde ter vinsko trto. Še dandanes imajo na Proseku zelo dobro vino in Kranjci, njegovi potomci, še zdaj žive večidel od ajde. 

Ti štirje rešeni ljudje so se razpršili na vse štiri strani zemlje in spet napolnili zemljo.

## Liki
- Bog

- Nebeški petelin

Je pravljićno oz. izmišljeno bitje, ki ima čudežne moči. Bog ga pošlje na zemljo, da bi jo oplodil. Petelin zvali čudežno jajce iz katerega tečejo reke. Ljudem hoče samo pomagati, vendar se te kmalu naveličajo njegovega kikirikanja in zato prosijo Boga naj ga izžene iz raja.
- Kurent

Je polbog, ki je bil zelo čaščen med starimi Slovani. Je pravljično oz. izmišljeno bitje, ki ima čudežne moči.
- Zli duhovi

So prav tako pravljična oz. izmišljena bitja, ki imajo čudežne moči. Človeštvu se hočejo maščevati, ker niso upoštevali pravil in so uničevali svet. So stranske osebe.
- Stražar

Staržil je veliko jezero. Bil je Kranjec po rodu; polbog Kurent ga je rešil pred veliko poplavo, saj se mu je zasmilil.
- Trije Kranjci

V pravljici nastopajo še trije ljudje, njihova imena niso znana, izvemo le, da so Kranjci po rodu.

## Interpretacija dela
Pravljica o Vesoljnem potopu in Kurentu vsebuje nekatere tipične značilnosti ljudskih pravljic:'
- avtor ni znan; pravljica se je ohranjala z ustnim izročilom iz roda v rod
- številne različice iste pravljice
- čas in kraj dogajanja nista določena
- pravljična (mistična) števila: tri (trije lenuhi), sedem (sedem rek) in devet (devet let)
- govori o vodi
- nastopajo bajna bitja, ki so dobra ali slaba (Bog, polbog Kurent, duhovi)
- nenavadne moči
- zlo je maščevano, dobrota poplačana
- nasprotja (dobro-slabo)
- žival s človeškimi lastnostmi (nebeški petelin)
- čudežni predmeti (jajce)
- srečen konec (dobro zmaga nad slabim, Kurent reši Kranjca)

Pripovedovalec:
- tretjeosebni ali vsevedni

Književne osebe:
- glavne:
  - Bog
  - polbog Kurent
  - stražar

- stranske:
  - zli duhovi
  - trije Kranjci
  - nebeški petelin

Motivi:
vinska trta, ajda, velika poplava, nebeško jajce
Okrasni pridevki:
nebeški (petelin), čudežne (moči)
Sporočilo pravljice:
Dobro na koncu vedno premaga zlo. 
PREUČEVANJE PRAVLJICE O VESOLJNEM POTOPU IN KURENTU GLEDE NA FUNKCIJO LIKOV (Vladimir J. Propp):
1. PREPOVED

- v obliki svarila; nebeški petelin pred odhodom iz raja posvari ljudi, naj se pazijo jezera, s tem jim hoče povedati, da ne smejo razbiti jajca, iz katerega tečejo reke

2. KRŠITEV PREPOVEDI

- iz pohlepa in radovednosti ljudje razbijejo jajce nebeškega petelina

3. ŠKODLJIVEC PRIZADANE

- iz razbitega jajca začne teči voda; skoraj vsi ljudje utonejo v veliki poplavi

4. JUNAK IZVE ZA NESREČO

- polbog Kurent vidi, kaj so storili ljudje

5. JUNAK SE ODZOVE NA PROŠNJO

- polbogu Kurentu se preživeli stražar zasmili; usmili se ga in mu pomaga preživeti

6. ŠKODLJIVEC JE PREMAGAN

- stražar se uspe rešiti; vode čez devet let odtečejo in svet je spet takšen, kot je bil pred veliko poplavo

## Motivno-tematske povezave
Podobnost lahko zasledimo v svetopisemski zgodbi o Noetu in njegovi barki.
Bog je opazil, kako pokvarjeni so postali ljudje, zato je se odločil, da bo očistil Zemljo greha. Noetu je naročil, naj zgradi veliko barko in nanjo sprejme po en par vsakega živega bitja in vseh semen rastlin na svetu. Noe je storil vse, kar mu je ukazal Bog. Začelo je silno deževati in vode so poplavile vso Zemljo. Rešiti se je uspelo samo tistim, ki so se po božjem navodilu vkrcali na barko.   
Vendar pa pravljica o Noetu in njegovi barki, ni edina verzija te zgodbe. 
Vse večje civilizacije poznajo zgodbo o veliki poplavi, ki so jo preživeli le redki izbranci:
- sumerska mitologija - Utnapištim
- babilonska mitologija - Ep o Gilgamešu
- grška mitologija - Zgodba o Devkalionu

V starodavni Babiloniji je živel kralj Gilgameš. Bil je zelo učen človek, ki je prepotoval vse dežele sveta. Nekoč je srečal kralja Utnapištima, ki je vladal pred mnogimi tisočletji in je preživel vesoljni potop. Ta mu je povedal, da je nekoč na Zemlji mnogo ljudi, ki so živeli pregrešno in razuzdano. Ker niso spoštovali božje zapovedi, so se bogovi odločili, da bodo uničili svet.
Usmilili so se le kralja Utnapištima in mu povedali za svoje namene. Naročili so mu, naj zgradi barko, s pomočjo katere, se bo skupaj s svojo družino in izbranimi živalmi rešil pred veliko poplavo. 
Za pomoč pri reševanju živali je Bog Utnapištimu podaril nesmrtnost. 

Tudi pri Aztekih najdemo podobno zgodbo. Pred poplavo se je uspelo rešiti dvema človekoma, 
Coxcoxtli in njegovi ženi Xochiquetzal. Tudi njiju je Bog opozoril in jima ukazal, naj zgradita čoln. 
Uspelo se jima je rešiti. Na veliki gori sta počakala, da je nehalo deževati in nato zaživela na novo.

V sveti knjigi Majev je podrobno opisano, kako je ves svet zajela tema in mraz. Ker so ljudje pozabili na svojega stvarnika, se ja ta razjezil in se odločil, da bo pokončal ves svet. Vso zemljo je okoval v led. Rešiti se je uspelo le Velikemu očetu in Veliki mami, ki sta postala prednika vseh ljudstev.

V Indijskih svetih spisih, Vedah, je omenjen modri mož Manu, ki je pri umivanju v dlanu našel majhno zlato ribico. Ribica je bila v resnici bog Višnu. Ribica ga je prosila za življenje, zato jo je dal v vrč poln vode. Do naslednjega dneva je ribica tako zrastla, da jo je moral odnesti v jezero. Kmalu pa je tudi jezero postalo premalo. Ribica ga je prosila, naj jo odnese v morje, da ji bo udobnejše. V zahvalo ga je posvarila pred poplavo. Poslala mu je tudi barko, v katero je moral pripeljati po en par vsakega živega bitja in semena vseh rastlin. V ladji je nato počakal na konec potopa.
Kurenta ali Koranta poznamo kot pustni lik s Ptujskega polja. V preteklosti pa je predstavljal nekaj nadnaravnega. Kot demon se je bojeval z zimo in klical pomlad v deželo. S svojim divjim plesom in oglašanjem zvoncev ponazarja pradavni poskus navadnega človeka, ki je s čarovnijo poskušal 
vplivati na naravne zakonitosti.

To podobnost s kurenti zasledimo v grški mitologiji.
 
Starodavni Kurenti so malega Zevsa skrivali v jami pred njegovim očetom Kronosom. Kronos je hotel požreti Zevsa, ker mu je bilo prerokovano, da ga bo v boju premagal lastni sin. Kurenti so bili oboroženi z velikimi meči. Ko je Zevs jokal, so z njimi povzročili velik trušč in tako preglasili njegov jok. Povezave z našim kurentom najdemo v imenu, strašnem trušču (zvonci) in meču (ježevka). 

Kurenta zasledimo tudi pri slovanskih narodih, kot razbrzdanega veseljaka, ki so ga častili krščanski predniki in ga povezovali z mesecem. 
 
Kurenta najdemo tudi v krščanskih zgodbah. Kristus je Kurenta spremenil v junca in ga dal v rejo, saj ga je horel ukrotiti. Čez sedem let je prišel ponj, pri tem pa je ugotovil, da so ga vsi zaničevali. Kurenta je odrešil. Dan, na katerega se je to zgodilo, je zaznamovan kot pustni torek. 

Motiv Kurenta zasledimo tudi v Pravljici o Kurentu. 

Pripoved govori o sirotnem fantiču Kurentu, ki so mu umrli starši. Živel je pri svojem stricu, ker pa mu je neprestano kljuboval, ga je ta nagnal od doma.

Kurent se je zaposlil kot pastir pri bogatem kmetu in tam ostal sedem let. Za plačilo je dobil sedem vinarjev in suknjico.  Na poti domov je fantič podaril vinarje beračem. V gozdu je srečal reveža, ki ga je prosil za miloščino. Kurent mu je podaril suknjico. Za zahvalo pa mu je starček izpolnil željo. 
Podaril mu je goslice, puško in sodček. Vse podarjene stvari so imele čudežne moči. Ker pa fantič ni maral ohole gospode, je te moči uporabljal proti njim. 
 
Fantiča so nazadnje obsodili na vislice. Njegova poslednja želja pa je bila, da bi še enkrat zaigral na goslice. Ko je Kurent zaigral, so vsi začeli plesati, nikomur ni prišlo pa pamet, da bi ga ustavili in tako mu je uspelo pobegniti. Kurent je hodil po svetu dokler se ni vsega naveličal, nato pa se je odpravil v nebesa, da bi tam odgovarjal za svoje grehe. Ker pa so vsi vedeli kako dobrotno srce ima, ga niso spraševali o njegovih grehih. Zaprli so ga v čebelji panj in postavili na mesec. 

In še dandanes, ko je luna jasna vidimo na njej črne pike - to je Kurent, ki počiva.

Vsako leto pa se Kurent od svečnice do pepelnice, v ovčjem kožuhu, opasan s kravjimi zvonci in z ježevko v roki, požene čez polja odganjat zimo.
Motiv vode je uporabljen tudi v Pravljici o Dravi.
Motiv ajdovega zrna pa lahko zasledimo v Pravljici o Ajdi, ki govori o tem, kako so ljudje dobili ajdo.

## Izdaje
Pravljica je bila  vedno izdana z drugimi slovenskimi ljudskimi pravljicami v različnih zbirkah:
- Najlepši slovenski miti in legende; Mladinska knjiga, Ljubljana, 2004
- Kelemina Jakob, Bajke in pripovedke slovenskega ljudstva z mitološkim uvodom, Družba sv. Mohorja, Celje, 1930
- Kelemina Jakob, Bajke in pripovedke slovenskega ljudstva z mitološkim uvodom, Založništvo Humar, Ljubljana, 1997
- Slovenske ljudske pripovedi, Mladinska knjiga, Ljubljana, 1970
- Slovenske ljudske pripovedi, Mladinska knjiga, Ljubljana, 1980
- Slovenska ljudska pripoved, Mladinska knjiga, Ljubljana, 1966
- Babica pripoveduje: Slovenske ljudske pripovedi, Mladinska knjiga, Ljubljana, 1980
- Babica pripoveduje: Slovenske ljudske pripovedi, Mladinska knjiga, Ljubljana, 1982
- Babica pripoveduje: Slovenske ljudske pripovedi, Mladinska knjiga, Ljubljana, 1984
- Babica pripoveduje: Slovenske ljudske pripovedi, Mladinska knjiga, Ljubljana, 1992
- Babica pripoveduje: Slovenske ljudske pripovedi, Mladinska knjiga, Ljubljana, 1997
- Babica pripoveduje: Slovenske ljudske pripovedi, Mladinska knjiga, Ljubljana, 1998
- Babica pripoveduje: Slovenske ljudske pripovedi, Mladinska knjiga, Ljubljana, 2001
- Babica pripoveduje: Slovenske ljudske pripovedi, Mladinska knjiga, Ljubljana, 2003
- Babica pripoveduje: Slovenske ljudske pripovedi, Mladinska knjiga, Ljubljana, 2005